# 나카우미호
나카우미호(일본어: 中海 나카우미[*])는 시마네현 마쓰에시, 야스기시, 야쓰카군 히가시이즈모정과 돗토리현 사카이미나토시, 요나고시에 걸쳐 있는 호수이다. 일본 호소수질보호특별조치법으로 지정된 호수이기도 하다.

## 지리
시마네현의 동부와 돗토리현의 서부에 사이에 위치해 있다. 유미가하마 반도와 시마네반도로 둘러싸인 호수로 면적은 일본에서 5번째로 크다. 동해에 접한 만이 사주의 발달로 인해 호수가 된 석호로 동으로는 미호만에 인접해 있고, 서로는 오하시강으로 신지호와 연결되어 있다.
바다와 수로가 연결되어 있기 때문에 해수의 약 반에 해당하는 염도를 가진 기수호로 해수어, 담수어가 함께 자라고 있다.
호수 중앙에는 시마네현에 속하는 에시마섬과 다이콘섬이 있고, 에시마섬과 돗토리현의 사카이미나토시는 에시마 대교로 연결되어 있다.

## 생태
나카우미호는 기수호이기 때문에 해수성과 담수성 어종 및 식생이 서로 공유하며 살고 있는 특이한 호수 중 하나이다. 또, 이들을 먹고 사는 많은 조류가 찾아든다. 특히 기러기, 오리류는 매년 7만 천여 마리 이상 날아오고, 고니는 매년 1천여 마리 이상 찾아오고 있으며, 이는 일본의 집단서식지의 남방한계에 해당한다. 이런 까닭에 1974년 11월 1일 국가지정 나카우미 조수보호구로 지정되었다. 그 면적은 8,724ha 중 특별보호지구는 8,043ha에 이른다. 또, 2005년 11월 8일 람사르 협약에 등록되었다.